# Yāromjeh Bāgh
Yāromjeh Bāgh (persiska: يارمجه باغ, يارَمجَه باغ, يارمجِه بُلاغ, يَرَمجابَك, يارِمجِه باغ) är en ort i Iran.   Den ligger i provinsen Hamadan, i den nordvästra delen av landet, 250 km väster om huvudstaden Teheran. Yāromjeh Bāgh ligger 2 115 meter över havet och antalet invånare är 688.
Terrängen runt Yāromjeh Bāgh är kuperad åt nordväst, men åt sydost är den platt. Terrängen runt Yāromjeh Bāgh sluttar söderut. Runt Yāromjeh Bāgh är det ganska glesbefolkat, med 47 invånare per kvadratkilometer. Närmaste större samhälle är Damaq, 15,6 km sydost om Yāromjeh Bāgh. Trakten runt Yāromjeh Bāgh består i huvudsak av gräsmarker.